# Noiembrie
ianuarie • februarie • martie  • aprilie  • mai  • iunie  • iulie  • august  • septembrie  • octombrie  • noiembrie  • decembrie

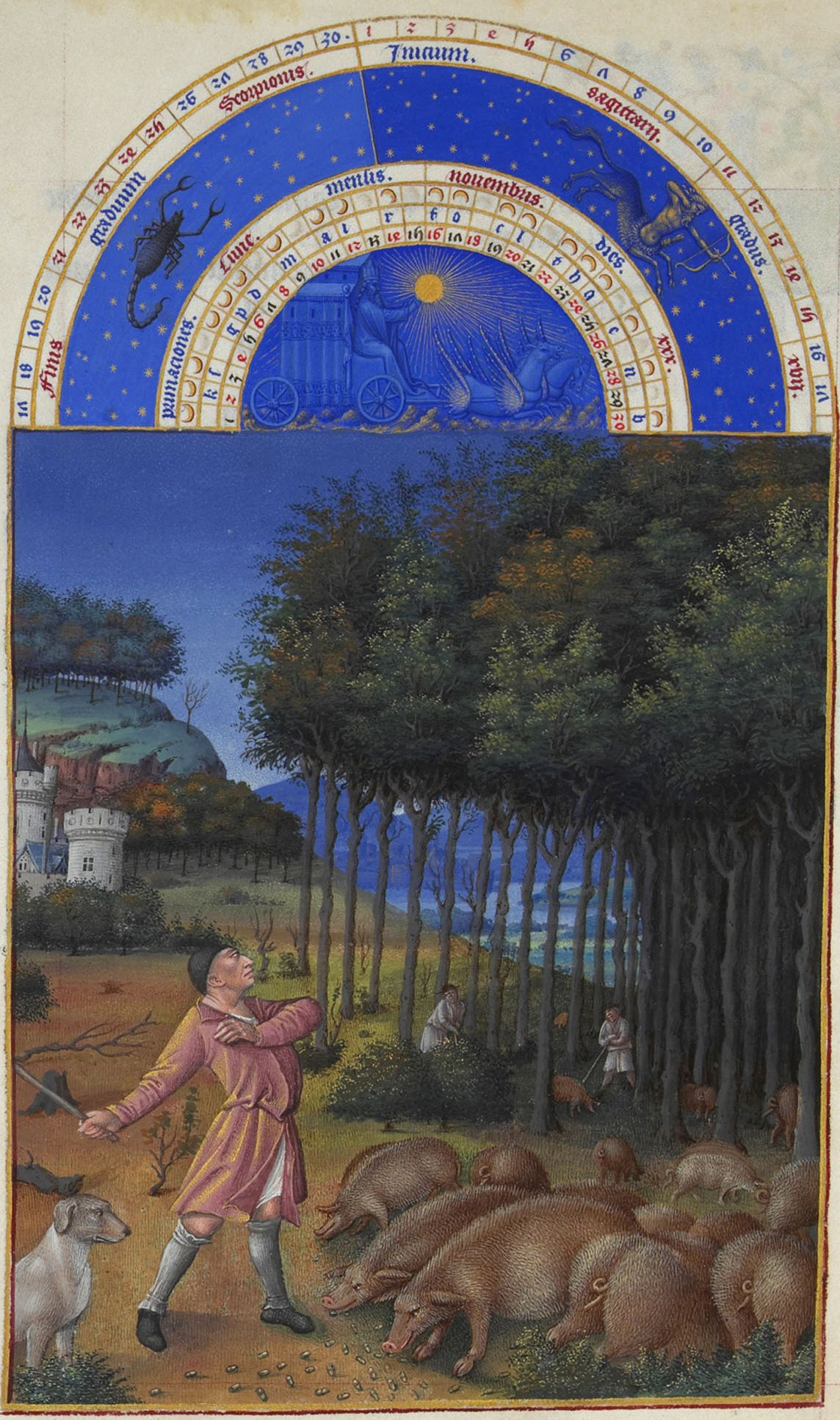
Noiembrie în Les Très Riches Heures du duc de Berry

Noiembrie este 11-a lună a anului în calendarul gregorian și una dintre cele patru luni gregoriene cu o durată de 30 de zile.
Noiembrie începe (astrologic) cu soarele în semnul Scorpionului și sfârșește în semnul Săgetătorului. Din punct de vedere astronomic, luna noiembrie începe cu soarele în constelația Balanței, trece prin Scorpion și se sfârșește cu soarele în constelația Ophiuchus.
Numele lunii noiembrie (latină: Novembris) vine de la cuvântul latinesc novem, nouă, pentru că luna noiembrie era a noua lună în calendarul roman. 
Grecii numeau luna noiembrie Maimakterion. În limba română, luna noiembrie se numește popular și brumar. Este timpul brumei, sunt însămânțate toate grânele de toamnă și totul este gata pentru iernat.
Noiembrie începe în aceeași zi a săptămânii ca și martie în fiecare an și ca februarie cu excepția anilor bisecți.
I.L.Caragiale spunea în Calendar despre luna noiembrie: „Monșerii fac ce fac și se împaltonează până în călcâie. Dispar cele 16 ziare cotidiane precum și una veche. Opinia publică regretă abonamentele plătite înainte.”